# Palacio del Esquileo del Marqués de Perales
El Palacio del Esquileo del Marqués de Perales es una casa solariega localizada en el municipio español de El Espinar, en la provincia de Segovia. Está declarado Bien de Interés Cultural desde 1997.

## Historia
El palacio data del siglo XVIII, construyéndose en 1728 por orden de la primera marquesa de Perales del Río, Antonia de Velasco. En su interior se llegaban a esquilar un tercio de todas las ovejas que se esquilaban en el pueblo. El edificio sirvió como casa consistorial tras el incendio del Ayuntamiento de El Espinar en 1936. Actualmente, el palacio se encuentra en desuso y su estado es ruinoso. En septiembre de 2011, el edificio sufrió un incendio, afectando a la maleza que había crecido en su interior.

## Descripción
El palacio cuenta con dos plantas. Destacan dos portadas neoclásicas coronadas con la Cruz de Calatrava y el escudo nobiliario de la casa. 